# Léon Bouthillier
Pour les articles homonymes, voir Bouthillier et Chavigny.
Léon Bouthillier (28 mars 1608 - 11 octobre 1652), comte de Chavigny, et de Buzançais (cf. Argy), est un diplomate français.

## Biographie
Il a été très jeune associé à son père, Claude Bouthillier, qui l'a accompagné de 1629 à 1632 dans toutes les grandes cours d'Europe, l'instruisant en diplomatie. Pour différencier Bouthillier père et fils, on appelait Léon « Monsieur le Jeune ». Le 18 mars 1632, il est nommé secrétaire d'État aux affaires étrangères et seconde le travail de son père, de sorte qu'il n'est pas toujours facile de distinguer leurs travaux respectifs. En 1635, il signe un traité d'alliance avec la Hollande et la Suède.
Fidèle à Richelieu, il fait office de messager entre Gaston d'Orléans et le gouvernement. Il est aussi un ami de Mazarin mais leur amitié ne résiste pas à la période de la régence.
Après la mort de Louis XIII, il doit renoncer à son office le 23 juin 1643 mais il est nommé plénipotentiaire au Congrès international de Münster. Apparemment, il ne sera jamais parti en cette mission-là, car le 12 septembre 1643 la reine le remplacera par Abel Servien.
Resté en France, il intrigue contre Mazarin et se rapproche du prince de Condé. Arrêté deux fois pendant la Fronde, il reprend un peu de pouvoir pendant une courte période d'exil de Mazarin (avril 1651), mais retombe ensuite dans ses petites intrigues qui ne mèneront à rien.
En octobre 1652, à la veille de sa mort, il fait un gros don à Antoine Singlin, janséniste, directeur de Port-Royal, qui sera même soupçonné d'extorsion de fonds à cette occasion.

## Union et postérité
Marié en 1627 à Anne Phélypeaux de Villesavin (1613-1694) fille de Jean Phélypeaux, seigneur de Villesavin, et d'Isabeau Blondeau, ils ont treize enfants, :
- Armand-Léon Bouthillier (mort en 1684), dit le comte de Chavigny,
  - père lui-même d'Armand-Victor, comte de Chavigny (1659-1729) :
    - père à son tour de Claude-Louis (1719-1774 ; sans postérité), comte de Chavigny et de Pont-sur-Seine,
    - et de Pauline-Hortense Bouthillier († 1742), mariée à son grand-cousin Louis-Léon ci-dessous,

  - et de Denis-François (1665-1730), archevêque de Sens
- Gaston Jean-Baptiste Bouthillier (mort en 1718) dit le marquis de Chavigny
- Jacques-Léon Bouthillier (1640-1712) dit le marquis de Beaujeu par sa 2e femme Louise-Françoise de Mesgrigny (vers 1660-1729), fille de Jean-François de Mesgrigny et de Françoise-Henriette de Mesnil-Simon (et arrière-arrière-petite-fille de Guillaume de Saulx-Tavannes), épousée le 6 octobre 1688 à Sens-Beaujeu (Cher)[4], héritière des Mesnil-Simon de Beaujeu, eux-mêmes héritiers des Sully-Beaujeu et des Rochechouart de Beaujeu ; héritière aussi de la baronnie de Lormes-Chalon.
  - Parents de Louis-Léon Bouthillier, comte ou marquis de Beaujeu (v. 1700-1760), marié 1° à sa petite-cousine Pauline-Hortense ci-dessus,
    - père de Gabrielle-Pauline (1735-1822), héritière de Chavigny, qui épouse 1° 1752 de Joseph-Ignace de Valbelle (1725-1766), marquis de Rians, puis 2° 1772 Jean-Balthazar d'Adhémar de Montfalcon (1736-1790),
    - et par sa 2° femme Elisabeth-Marie du Puy de Valière, père de - Charles-Léon Bouthillier de Beaujeu (1743-1818), père lui-même de Constantin-Marie-Louis-Léon (1774-1829) ; et - d'Anne-Marie-Pierrette Bouthillier, dame en partie de Lormes, femme de Pierre-Constantin de Blangy)
- Louis
- François Bouthillier de Chavigny (mort en 1731), évêque de Troyes
- Gilbert-Antoine Bouthillier de Chavigny (mort en 1694), grand vicaire de Troyes.
- Louise-Françoise Bouthilier de Chavigny (1634-1722), qui épouse en 1654 Philippe de Clérambault, maréchal de France en 1653.
- Anne Bouthillier, religieuse à l'abbaye Saint-Antoine-des-Champs
- Julie Bouthillier, religieuse à l'abbaye Saint-Antoine-des-Champs
- Elisabeth Bouthillier, abbesse d'Issy ;
- Henriette Bouthillier de Chavigny (1637-1664), épouse de Louis-Henri de Loménie de Brienne
- Angélique Renée Bouthillier de Chavigny (1643-1711), mariée en 1661 avec Jean Beuzelin, seigneur de Bosmelet, conseiller du Roi en ses conseils d'Etat et privé, conseiller, puis président à mortier au Parlement de Normandie (1631-1711) ;
- Marie Bouthillier de Chavigny (1646-1728), qui épouse Nicolas Brûlart, marquis de la Borde, Sombernon, de Memont, du Malain, de Mussey, Premier Président du Parlement de Bourgogne, et en secondes noces en 1698 César Auguste de Choiseul de Plessis-Praslin[5].

## Postes et fonctions
- Ministre et Secrétaire d'État
- Commandeur et Grand Trésorier des ordres du roi
- Gouverneur des Villes et Citadelle d'Antibes